# Lei de Conway
A Lei de Conway descreve a ligação entre a estrutura de comunicação de uma organização e os sistemas que ela desenvolve. Esse nome foi dado por causa do programador de computadores Melvin Conway, que apresentou a ideia em 1967. As palavras originais foram:

Organizações que projetam sistemas (no sentido amplo do termo) são obrigadas a produzir projetos que são cópias das estruturas de comunicação dessas organizações— Melvin E. Conway
A lei é baseada na ideia de que, para que um produto funcione, os autores e projetistas de seus componentes precisam se comunicar entre si para garantir a compatibilidade entre as partes. Por conta disso, a estrutura técnica de um sistema vai refletir as fronteiras sociais da organização que o produziu, através das quais a comunicação é mais difícil. Em termos coloquiais, isso significa que produtos complexos acabam tendo a forma da estrutura organizacional que os desenvolveu ou para os quais foram desenvolvidos. A lei se aplica primariamente ao campo da arquitetura de software, apesar de Conway tê-la dito num sentido mais amplo e que suas conclusões se aplicam à maioria dos campos técnicos.

## Variações
Eric S. Raymond, um evangelista do Código Aberto, refraseou a Lei de Conway em The New Hacker's Dictionary, um trabalho de referência baseado no Jargon File. A organização do software e a organização do time que desenvolveu o software serão congruentes, ele disse. Sumarizando um exemplo no artigo de Conway, Raymond escreveu:
Se você tiver quatro grupos trabalhando num compilador, terá um compilador de quatro passos.
Raymond posteriormente apresentou a Emenda de Tom Cheatham para a Lei de Conway, publicada como:
Se um grupo de N pessoas implementa um compilador COBOL, haverá N-1 passos. Alguém do grupo tem que ser o gerente.
1. ↑  Conway, Melvin. «Conway's Law». Mel Conway's Home Page. Consultado em 29 de setembro de 2019. Cópia arquivada em 29 de setembro de 2019
2. ↑  Conway, Melvin E. (1968). «How do Committees Invent?». Datamation. 14 (5): 28–31. Cópia arquivada em 10 de outubro de 2019. […] organizations which design systems […] are constrained to produce designs which are copies of the communication structures of these organizations.
3. ↑  Conway, Melvin (1968). «How do committees invent» (PDF). Datamation: 28–31
4. 1 2  Raymond, Eric S. (outubro de 1996). The New Hacker's Dictionary 3rd ed. Cambridge, Massachusetts: MIT Press. 124 páginas. ISBN 978-0-262-68092-9. Conway's Law: prov. The rule […] originally stated as "If you have four groups working on a compiler, you'll get a 4-pass compiler". […] Tom Cheatham's amendment of Conway's Law: "If a group of N persons implements a COBOL compiler, there will be N-1 passes. Someone in the group has to be the manager."
5. ↑  Eric S. Raymond. «Conway's Law». The Jargon File, version 4.4.8. Consultado em 26 de março de 2012. Cópia arquivada em 26 de março de 2012